# Bajo (relieve terrestre)

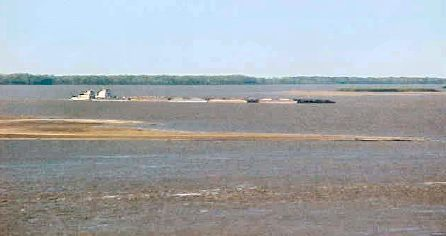
Bajíos y bancos de arena.

Un bajo o bajío es un banco de arena o roca conformado por depósitos, en zonas costeras, sobre el fondo del mar, de resultas de lo cual el nivel del lecho marino se eleva hasta niveles muy próximos a la superficie del mar, es decir, que es playo.
Los bajos representan un importante peligro para la navegación, ya que pueden resultar en el encallamiento de naves o en impedir la navegación a través de los mismos. Dependiendo de su extensión, elevación, tipo y forma se les dan distintas denominaciones, como: bancos, afarallonados o barras. En Centroamérica y Sudamérica, el término a veces se utiliza, por extensión, para designar terrenos bajos, de gran superficie, drenados y fértiles, en los que se puede realizar actividades agrícolas.